# NGC 667
NGC 667 ist eine linsenförmige Galaxie vom Hubble-Typ SA0 im Sternbild Walfisch, welche etwa 536 Millionen Lichtjahre von der Milchstraße entfernt ist.
Das Objekt wurde im Jahr 1886 von dem US-amerikanischen Astronomen Frank Muller entdeckt.